# Claire Curzan
Claire Marie Curzan (Cary, 30 de junio de 2004) es una deportista estadounidense que compite en natación.
Participó en los Juegos Olímpicos de Tokio 2020, obteniendo una medalla de plata en la prueba de 4 × 100 m estilos.
Ganó doce medallas en el Campeonato Mundial de Natación entre los años 2022 y 2025, y trece medallas en el Campeonato Mundial de Natación en Piscina Corta, en los años 2021 y 2022.

## Palmarés internacional
| Juegos Olímpicos                    | Juegos Olímpicos      | Juegos Olímpicos  | Juegos Olímpicos        |
| Año                                 | Lugar                 | Medalla           | Prueba                  |
| ----------------------------------- | --------------------- | ----------------- | ----------------------- |
| 2020                                | Tokio (Japón)         | Medalla de plata  | 4 × 100 m estilos       |
| Campeonato Mundial                  |                       |                   |                         |
| Año                                 | Lugar                 | Medalla           | Prueba                  |
| 2022                                | Budapest (Hungría)    | Medalla de oro    | 4 × 100 m estilos       |
| 2022                                | Budapest (Hungría)    | Medalla de oro    | 4 × 100 m estilos mixto |
| 2022                                | Budapest (Hungría)    | Medalla de bronce | 100 m espalda           |
| 2022                                | Budapest (Hungría)    | Medalla de bronce | 4 × 100 m libre         |
| 2022                                | Budapest (Hungría)    | Medalla de bronce | 4 × 100 m libre mixto   |
| 2024                                | Doha (Catar)          | Medalla de oro    | 50 m espalda            |
| 2024                                | Doha (Catar)          | Medalla de oro    | 100 m espalda           |
| 2024                                | Doha (Catar)          | Medalla de oro    | 200 m espalda           |
| 2024                                | Doha (Catar)          | Medalla de oro    | 4 × 100 m estilos mixto |
| 2024                                | Doha (Catar)          | Medalla de plata  | 100 m mariposa          |
| 2024                                | Doha (Catar)          | Medalla de bronce | 4 × 100 m libre mixto   |
| 2025                                | Singapur (Singapur)   | Medalla de bronce | 200 m espalda           |
| Campeonato Mundial en Piscina Corta |                       |                   |                         |
| Año                                 | Lugar                 | Medalla           | Prueba                  |
| 2021                                | Abu Dabi (EAU)        | Medalla de oro    | 4 × 50 m libre          |
| 2021                                | Abu Dabi (EAU)        | Medalla de oro    | 4 × 100 m libre         |
| 2021                                | Abu Dabi (EAU)        | Medalla de plata  | 4 × 50 m estilos        |
| 2021                                | Abu Dabi (EAU)        | Medalla de plata  | 4 × 50 m estilos mixto  |
| 2021                                | Abu Dabi (EAU)        | Medalla de bronce | 50 m mariposa           |
| 2021                                | Abu Dabi (EAU)        | Medalla de bronce | 100 m mariposa          |
| 2022                                | Melbourne (Australia) | Medalla de oro    | 4 × 50 m libre          |
| 2022                                | Melbourne (Australia) | Medalla de oro    | 4 × 100 m estilos       |
| 2022                                | Melbourne (Australia) | Medalla de plata  | 50 m espalda            |
| 2022                                | Melbourne (Australia) | Medalla de plata  | 200 m espalda           |
| 2022                                | Melbourne (Australia) | Medalla de plata  | 4 × 100 m libre         |
| 2022                                | Melbourne (Australia) | Medalla de plata  | 4 × 50 m estilos        |
| 2022                                | Melbourne (Australia) | Medalla de bronce | 100 m espalda           |

1. ↑  Compitió en la serie preliminar.